# Coleophora arenicola
Coleophora arenicola é uma espécie de mariposa do gênero Coleophora pertencente à família Coleophoridae.